# Lac Perry
Ne doit pas être confondu avec Lacs Perry.
Le lac Perry est un lac réservoir créé et exploité par le Corps du génie de l'armée des États-Unis dans le Nord-Est du Kansas. Ses principaux objectifs sont le contrôle des inondations, la réserve d'eau pour les régions avoisinantes et l'exploitation des loisirs régionaux. Le lac a environ 45 km2 de superficie, avec plus de 260 km de rivage. Le lac est situé à environ 64 km à l'ouest de Kansas City. Sa proximité avec Kansas City, Lawrence, et la capitale de l'État, Topeka, en font une destination très populaire.